# M/S Mercandia IV
M/S Mercandia IV  är en dansk bil- och passagerarfärja, som trafikerar rutten Helsingborg-Helsingör för rederiet Öresundslinjen.
Hon är byggd 1989 i Storbritannien och tar 110 personbilar och 383 passagerare. Däcket har 568 filmeter.